# (5232) Jordaens
(5232) Jordaens (1988 PR1) – planetoida z pasa głównego asteroid okrążająca Słońce w ciągu 4,82 lat w średniej odległości 2,85 j.a. Odkryta 14 sierpnia 1988 roku.